# Franz Laub (Theologe)
Franz Laub (* 11. Dezember 1935 in Dietelhofen) ist ein deutscher römisch-katholischer Theologe und Universitätsprofessor für Neutestamentliche Exegese.

## Leben
Franz Laub wurde geboren als Sohn von Josef und Felizitas (geb. Fränkel) Laub. Nach einem Studium der Philosophie und Katholischen Theologie an der Philosophisch-Theologischen Hochschule Passau wurde er in Passau 1964 zum Priester geweiht. Von 1965 bis 1966 arbeitete er als Internatspräfekt und Religionslehrer am Gymnasium Pfarrkirchen. Es folgte von 1967 bis 1972 ein Promotionsstudium an der Universität München, das er 1972 abschloss. Als Stipendiat der DFG führte er seine Studien von 1972 bis 1975 fort. Im Jahr 1978 wurde er durch die Katholisch-Theologische Fakultät der LMU München für das Fach Neutestamentliche Exegese 1978 habilitiert.
Von 1978 bis 1979 nahm er eine Lehrstuhlvertretung an der Universität Paderborn wahr, von 1980 bis 1983 war er als Privatdozent und Akademischer Rat an der LMU München tätig. Ab 1983 lehrte und forsche er als Professor für Neutestamentliche Exegese an der LMU München. Im Jahr 2001 trat er in den Ruhestand.
Neben anderen war auch Maria Neubrand seine Schülerin.

## Werke (Auswahl)

### Publikationen in Buchform
- Eschatologische Verkündigung und Lebensgestaltung nach Paulus. Eine Untersuchung zum Wirken des Apostels beim Aufbau der Gemeinde in Thessalonike (= Biblische Untersuchungen (BU), Band 10), (= Münchener Universitäts-Schriften), Pustet, Regensburg 1973, ISBN 978-3-7917-0353-4, (zugleich Hochschulschrift: München, Univ., Kath.-Theol. Fak., Diss. 1972).
- Bekenntnis und Auslegung. Die paränetische Funktion der Christologie im Hebräerbrief (= Biblische Untersuchungen 15), Pustet, Regensburg 1980, ISBN 978-3-7917-0663-4, (zugleich Hochschulschrift: München, Univ., 01 – Fachbereich Kath. Theologie, Habil.-Schr., 1978).
- Die Begegnung des frühen Christentums mit der antiken Sklaverei (= Stuttgarter Bibelstudien, Band 107), Verlag Katholisches Bibelwerk, Stuttgart 1982, ISBN 978-3-460-04071-7.
- 1. und 2. Thessalonicherbrief, (= Joachim Gnilka (Hrsg.) und Rudolf Schnackenburg (Hrsg.), Die neue Echter-Bibel, Kommentar zum Neuen Testament mit der Einheitsübersetzung, Band 13), Echter-Verlag Würzburg 1988, ISBN 978-3-429-00947-2.
- Hebräerbrief, (= Stuttgarter Kleiner Kommentar – Neues Testament, Neue Folge, Band 14), Verlag Katholisches Bibelwerk Stuttgart 1988, ISBN 978-3-460-15441-4.
- (Mitarbeit), Münchener Neues Testament. Studienübersetzung, Gemeinschaftsarbeit des Collegium Biblicum München (CBM) , Düsseldorf 1988.
- Verkündigung und Gemeindeamt. Die Autorität der HÄGOUMENOI Hebr 13,7.17.24, in: Studien zum Neuen Testament und seiner Umwelt / Serie A / Aufsätze (06.169 - 190), 2014, Online-Ressource[1]

### Beitrag in Sammelwerk
- Glaubenskrise und neu auszulegendes Bekenntnis. Zur Intention der Hohepriesterchristologie des Hebräerbriefs. in: Josef Hainz (Hrsg.), Theologie im Werden. Studien zu den theologischen Konzeptionen im Neuen Testament, Schöningh, Paderborn-Wien 1992, ISBN 978-3-5067-3903-2, S. 377–396.

### Zeitschriftenartikel
- Der Christ und die staatliche Gewalt. Zum Verständnis der «Politischen» Paränese Röm 13,1-7 in der gegenwärtigen Diskussion. In: Münchener Theologische Zeitschrift, 2014, S. 257–265.[2]